# Aller
Aller je řeka v Německu (Dolní Sasko, Sasko-Anhaltsko). Je 263 km dlouhá. Plocha povodí měří 15742,9 km².

## Průběh toku
Pramení na vysočině Magdeburger Börde a teče v široké dolině po jižním okraji Lüneburger Heide. Vlévá se zprava do Vezery.

### Významné přítoky
- levé – Oker, Fuhse, Leine
- pravé – Ise, Örtze, Böhme

## Vodní režim
Nejvyšších vodních stavů dosahuje na jaře. Průměrný průtok v ústí je 126 m³/s.

## Využití
Řeka je splavněna a vodní doprava je možná v délce 117 km od ústí. Křižuje ji Středoněmecký kanál. Na řece leží města Celle, Verden